# Orne (rivière)
Pour les articles homonymes, voir Orne.
L'Orne est une rivière de l'Est de la France qui coule dans les départements lorrains de la Meuse, de Meurthe-et-Moselle et de la Moselle, dans le Grand Est. C'est un affluent de la Moselle en rive gauche et donc un sous-affluent du Rhin.

## Géographie

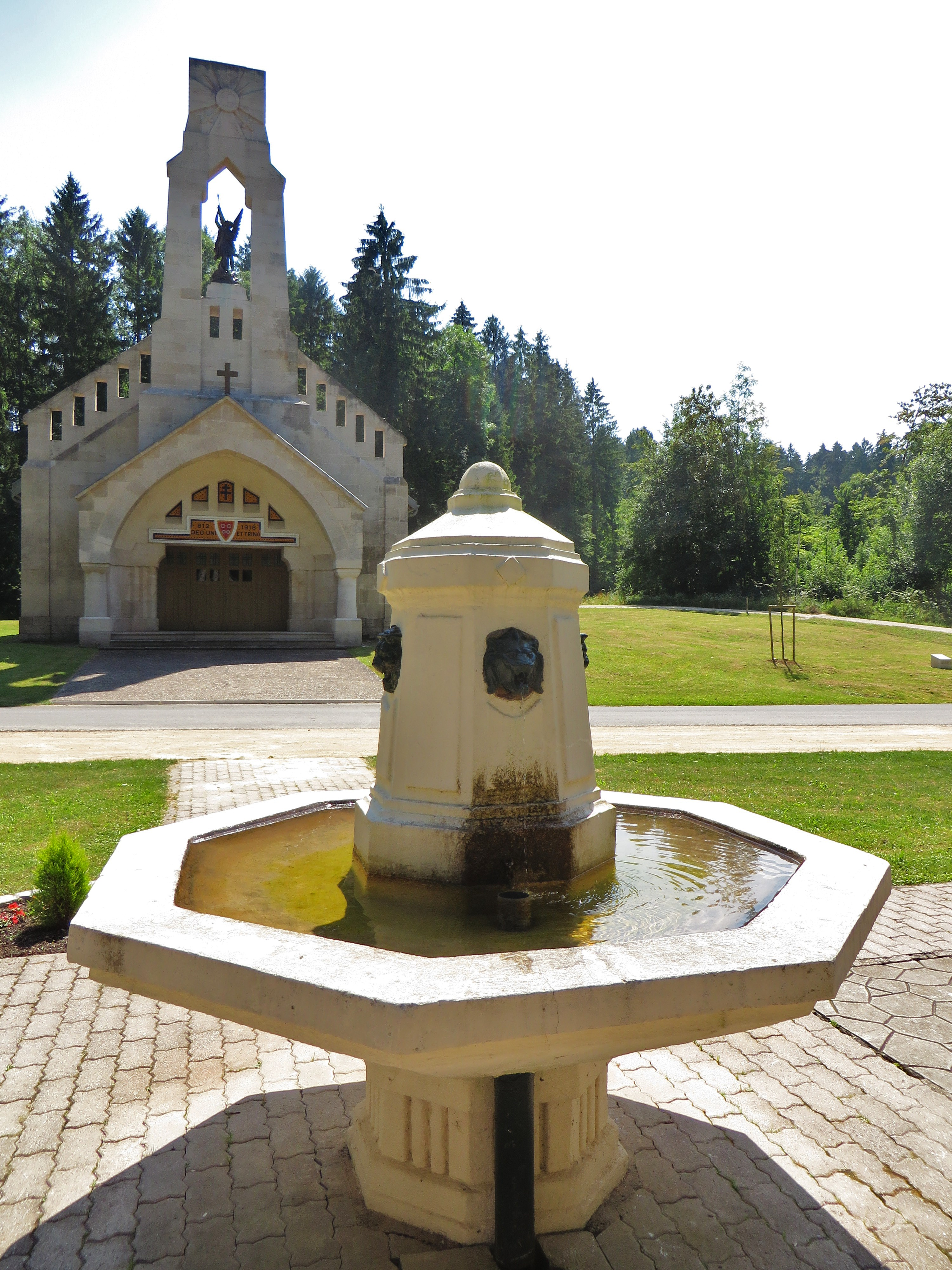
Fontaine à la source de l'Orne à Ornes (Meuse).

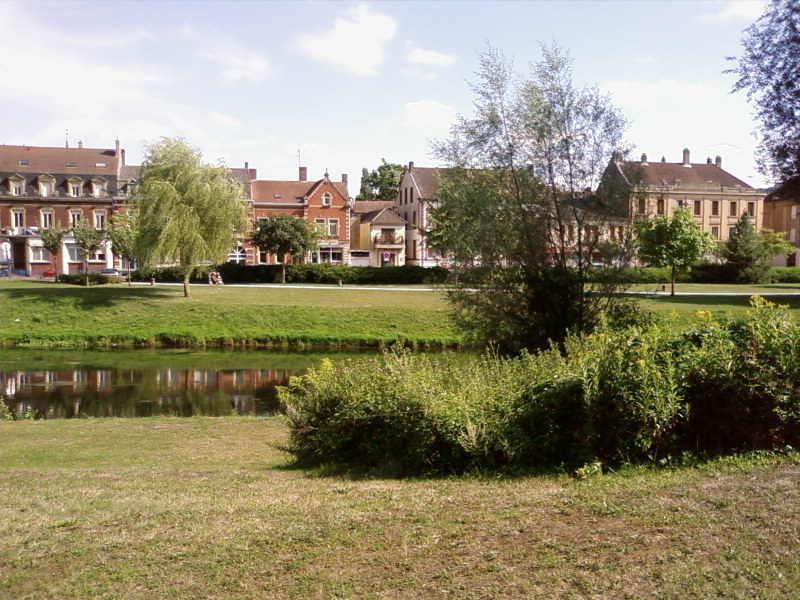
L'Orne à Rombas.

La longueur de son cours d'eau est de 85,8 km.
Elle prend sa source à 320 m d'altitude, dans les Côtes de Meuse, sur la commune d'Ornes. Elle arrose notamment Étain, Jeandelize, Conflans-en-Jarnisy, Labry, Jarny, Hatrize, Auboué, Homécourt, Jœuf, Moyeuvre-Grande, Rosselange, Rombas, Clouange, Vitry-sur-Orne, Gandrange, Richemont, où elle se jette dans la Moselle à l'altitude de 155 mètres.
Les communautés de communes du Pays Orne-Moselle et du Pays de l'Orne se sont associées pour la création d'une promenade (appelée « Fil Bleu » ou « Promenade des Berges de l'Orne ») le long de son lit.
Actuellement (novembre 2020) cette promenade s'étend sur plus de 25 km, entièrement bétonnée ou macadamisée, des communes de Rombas/Clouange, à la commune de Valleroy, une extension d'environ 3 km jusqu'à la commune de Hatrize. Elle est doublée de chaque côté de la rivière entre Rombas/Clouange et Rosselange. Un tronçon d'environ 2 km se poursuit à partir de Jœuf jusqu'à la base nautique d'Homècourt. Un certain nombre de ponts et passerelles permettent de passer de l'une à l'autre rive. Deux passerelles sont néanmoins impraticables « passerelle de Moyeuvre Grande » (une déviation est mise en place par le pont routier) et « passerelle de la base nautique d'Homècourt ».
Cette promenade est très usitée par les promeneurs à pied et à vélo, ainsi qu'en roller. Elle traverse les communes de Amnéville les Thermes, Vitry sur Orne, Rombas, Clouange, Rosselange, Moyeuvre-Grande, Jœuf, Homécourt, Aubouè, Moineville, Valleroy et Hatrize. Depuis 2011 la promenade est partie vers son embouchure, vers les communes de Vitry sur Orne et d'Amnéville-les-Thermes. Un tronçon, relativement important a été aménagé. La municipalité de Rombas œuvre pour sa continuité.

## Hydronymie
On trouve les anciennes mentions suivantes : Fluvius Horne (775), Orna fluvius (861), Horna fluvius (914), Odorna (D. Cal. not. Lorr.).
Les formes anciennes ne permettent pas d'établir un rapport avec l'Orne, fleuve de Normandie, attesté sous en tant qu’Olina chez Ptolémée et avec le Fluvius Olne, l'Orne saosnoise dans la Sarthe qui sont deux hydronymes que Xavier Delamarre fait remonter probablement au celtique olīnā « coude », c'est-à-dire « celle qui fait un (des) coude(s) ».

Ernest Nègre nous donne pour la rivière Ornel une attestation de 865 : Olomnam qui pourrait confirmer la base *ol « eau ». Ornel est le diminutif du nom de la rivière l'Orne.

## Histoire
La vallée de l'Orne est un territoire originellement qualifié de germanique, mais qui fut très tôt romanisé, les tribus originelles étaient probablement de parler celtique.
Au début du XXe siècle, la mise au point du procédé Thomas permet l'exploitation rentable et à grande échelle de la minette lorraine. La vallée de l'Orne, en particulier sa partie aval située en Moselle annexée, voit l'édification de hauts fourneaux, d'aciéries et de laminoirs. Dans les années 1970, la production sidérurgique se concentre, à coup de gros investissements, dans l'usine sidérurgique de Gandrange-Rombas. Mais celle-ci, spécialisée sur le marché très concurrentiel des produits longs, connait une succession d'échecs techniques (convertisseurs Kaldo, filière blooming, four à arc électrique à courant continu) qui désorganisent l'usine.
Dès 1880, des italiens commencent à s'installer dans les vallées de l'Orne et de la Fensch. En 1926, 95 000 Italiens résident en Lorraine, ce qui représente plus de 43 % de la population étrangère.

## Affluents
Ses principaux affluents sont :
- le Ruisseau de Vaux (rg[note 1]) 14 km ;
- le Moulin de Darmont (rg) 14 km;
- l'Yron (rd) 37,4 km avec son affluent principal :
  - le Longeau (rd) 37,5 km ;
- le Rawé (rg) 18 km;
- le Woigot (rg) 21 km;
- le Conroy (rg) 21 km.
- le ruisseau de Tavannes (rd) 13 km
- le ru de Butel (rd) 13 km avec un affluent droit
  - le ruisseau de Bertrampont 10 km
- le ruisseau du Fond de la Cuve (rd) 13 km
- le ruisseau d'Eix (rd) 15 km

L'Orne collectait autrefois les eaux d'exhaure des mines de Jarny, Giraumont, Auboué et Orne-Roncourt.

## Hydrologie

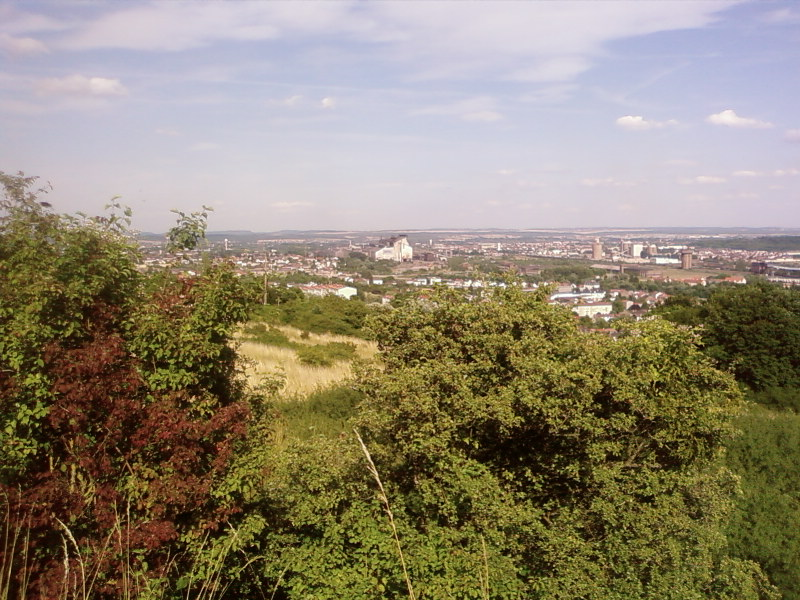
La vallée de l'Orne.

### Les débits de l'Orne à Rosselange
L'Orne est une rivière abondante, à l'instar de ses voisines de la région de l'Ouest de la Lorraine, issues des Côtes de Meuse. Son débit a été observé durant une période de 40 ans (1967-2007), à Rosselange, localité du département de la Moselle située peu avant son confluent avec la Moselle. Le bassin versant de la rivière y est de 1 226 km2 (soit la presque totalité de celui-ci qui s'étend sur 1 268 km2).
Le module de la rivière à Rosselange est de 12,6 m3/s.
L'Orne présente des fluctuations saisonnières de débit fort marquées, comme très souvent dans l'Est de la France, avec des hautes eaux d'hiver-printemps portant le débit mensuel moyen à un niveau situé entre 20,2 et 26,9 m3/s, de décembre à mars inclus (avec un maximum en février), et des basses eaux d'été assez prolongées, de juin à début octobre, avec une baisse du débit moyen mensuel jusqu'à 2,81 m3/s au mois de septembre. Mais ces moyennes mensuelles ne sont que des moyennes et occultent des fluctuations bien plus prononcées sur de courtes périodes.

### Étiage ou basses eaux
Aux étiages, le VCN3 peut chuter jusque 0,56 m3/s, mais ce fait est fréquent parmi les rivières de la région.

### Crues

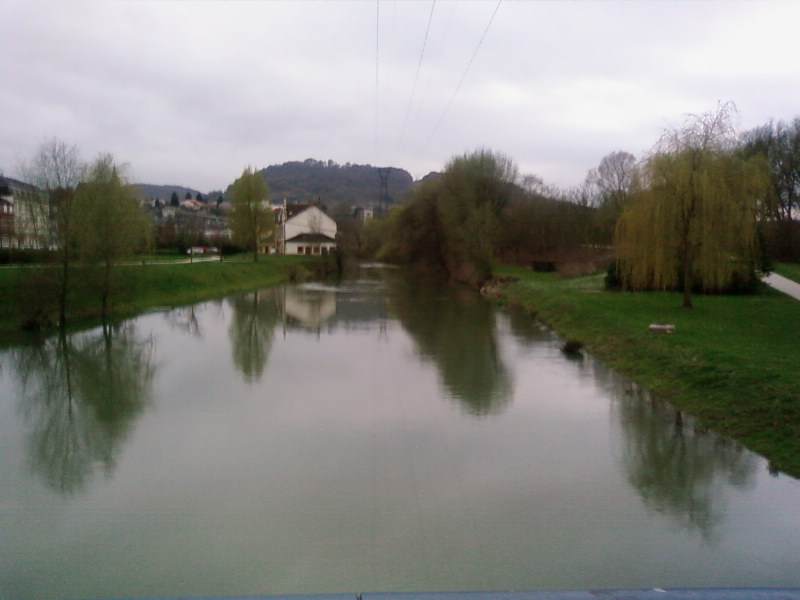
L'Orne en crue à Rombas.

Les crues peuvent être très importantes. Ainsi le débit instantané maximal enregistré a été de 318 m3/s le 22 décembre 2003, tandis que la valeur journalière maximale avait été de 292 m3/s le jour précédent. Les QIX 2 et QIX 5 valent respectivement 170 et 230 m3/s. Le QIX 10 est de 280 m3/s, le QIX 20 de 320 m3/s et le QIX 50 de 370 m3/s, soit plus de la moitié des valeurs de la Meurthe, affluent le plus important de la Moselle en France et dont le bassin est près de 2,5 fois plus étendu. D'où il ressort que les crues de décembre 2003, dont mention a été faite, étaient d'ordre vicennal, et donc pas du tout exceptionnelles.
À titre de comparaison avec une importante rivière du Bassin parisien, le QIX 10 du Loing en fin de parcours, rivière connue pour l'importance de ses crues, vaut 190 m3/s contre 280 pour l'Orne, et que son QIX 50 ne se monte qu'à 270 m3/s (contre 370 m3/s pour l'Orne), et ce, malgré un bassin trois fois et demi plus étendu.

### Lame d'eau et débit spécifique
L'Orne est alimentée par des précipitations abondantes dans la région occidentale de son bassin. La lame d'eau écoulée dans son bassin versant est de 326 millimètres annuellement, ce qui est à peu près égal à la moyenne d'ensemble de la France, mais reste nettement inférieur à la moyenne de la totalité du bassin français de la Moselle (445 millimètres à Hauconcourt). Le débit spécifique (ou Qsp) atteint le chiffre de 10,3 litres par seconde et par kilomètre carré de bassin.

### Débits des cours d'eau du bassin de l'Orne
| Nom              | Localité    | Débits en m3/s | Débits en m3/s | Débits en m3/s | Débits en m3/s | Débits en m3/s | Débits en m3/s | Débits en m3/s | Côte max(m) | Max. instant. | Max. journ. | Lame d'eau (mm) | Surface (km2) |
| Nom              | Localité    | Module         | VCN3 (étiage)  | QIX 2          | QIX 5          | QIX 10         | QIX 20         | QIX 50         | Côte max(m) | Max. instant. | Max. journ. | Lame d'eau (mm) | Surface (km2) |
| ---------------- | ----------- | -------------- | -------------- | -------------- | -------------- | -------------- | -------------- | -------------- | ----------- | ------------- | ----------- | --------------- | ------------- |
|                  |             |                |                |                |                |                |                |                |             |               |             |                 |               |
| Ruisseau de Vaux | Morgemoulin | 0,417          | 0,011          | 9,1            | 12             | 13             | 15             | 17             | 1,74        | 14,8          | 10,2        | 312             | 42            |
| Orne             | Boncourt    | 3,73           | 0,030          | 59             | 84             | 100            | 120            | 140            | 4,59        | 125           | 99,7        | 286             | 412           |
| Yron             | Jarny       | 4,01           | 0,130          | 82             | 120            | 140            | 170            | 200            | 3,53        | 169           | 139         | 332             | 383           |
| dont Longeau     | Jarny       | 2,17           | -              | -              | -              | -              | -              | -              | -           | -             | -           | 320             | 214           |
| Woigot           | Briey       | 1,25           | 0,067          | 16             | 25             | 30             | 35             | 42             | 2,67        | 56,2          | 23,1        | 522             | 76            |
| Orne             | Rosselange  | 12,6           | 0,560          | 170            | 230            | 270            | 320            | 370            | 3,98        | 318           | 292         | 326             | 1 226         |
|                  |             |                |                |                |                |                |                |                |             |               |             |                 |               |